# Roland Dembończyk
Roland Dembończyk (ur. 12 sierpnia 1971 roku w Kędzierzynie-Koźlu) – polski trener siatkówki, obecnie pierwszy szkoleniowiec w ZAKSA Strzelce Opolskie

## Przebieg kariery trenerskiej
MMKS Mostostal i Mostostal-Azoty (do 2006)
- Srebrny medal MP juniorów 2005/06
- Brązowy medal MP Kadetów 2005/06

## Przebieg kariery zawodniczej
Mostostal-Azoty Kędzierzyn-Koźle (wychowanek) i AZS Gliwice (2005 - epizod)
- Mistrz Polski 1998, 2000 i 2001, 2002, 2003
- wicemistrz 1997 i 1999
- 3. miejsce w Finale Four Pucharu CEV 2000
- zdobywca Pucharu Polski 2000, 2001 i 2002
- 4. Miejsce w Final Four Ligi Mistrzów 2002
- 3. Miejsce w Final Four Ligi Mistrzów 2003 (wszystkie Mostostal)